# Verkiezingen voor het Europees Parlement 1984
De verkiezingen voor het Europees Parlement 1984 waren de tweede verkiezingen voor een rechtstreeks gekozen Europees Parlement, voor de zittingsperiode 1984-1989. Zij vonden plaats van 14 t/m 17 juni 1984. Er werd in alle 10 lidstaten gestemd voor in totaal 434 parlementsleden.

Samenstelling na de verkiezingen van de delegatie van elke lidstaat

## Aantal zetels per land
| Lidstaat            | 1984 | 1987 |
| ------------------- | ---- | ---- |
| België              | 24   | 24   |
| Denemarken          | 16   | 16   |
| Frankrijk           | 81   | 81   |
| Griekenland         | 24   | 24   |
| Ierland             | 15   | 15   |
| Italië              | 81   | 81   |
| Luxemburg           | 6    | 6    |
| Nederland           | 25   | 25   |
| Portugal            | -    | 24   |
| Spanje              | -    | 60   |
| Verenigd Koninkrijk | 81   | 81   |
| West-Duitsland      | 81   | 81   |
| totaal              | 434  | 518  |

## Zetelverdeling naar fractie
De zetelverdeling in het Europees Parlement was na de verkiezingen van 1984 als volgt:
| Fractie | Fractie                                  | Aantal zetels in | Aantal zetels in | Zetelverdeling (grafisch) |
| Fractie | Fractie                                  | 1984             | 1989             | Zetelverdeling (grafisch) |
| ------- | ---------------------------------------- | ---------------- | ---------------- | ------------------------- |
|         | Europese Sociaaldemocraten               | 130              | 166              | 1984                      |
|         | Europese Volkspartij                     | 110              | 113              | 1984                      |
|         | Europese Democratische Fractie           | 50               | 66               | 1984                      |
|         | Communistische Fractie en geestverwanten | 41               | 48               | 1984                      |
|         | Liberale en Democratische Fractie        | 31               | 45               | 1984                      |
|         | Verenigde Europese democraten            | 29               | 30               | 1984                      |
|         | Regenboogfractie                         | 20               | 20               | 1984                      |
|         | Fractie van Europees Rechts              | 16               | 16               | 1984                      |
|         | niet-fractiegebonden leden               | 7                | 14               | 1984                      |
| totaal  | totaal                                   | 434              | 518              | 1984                      |